# Klamaths

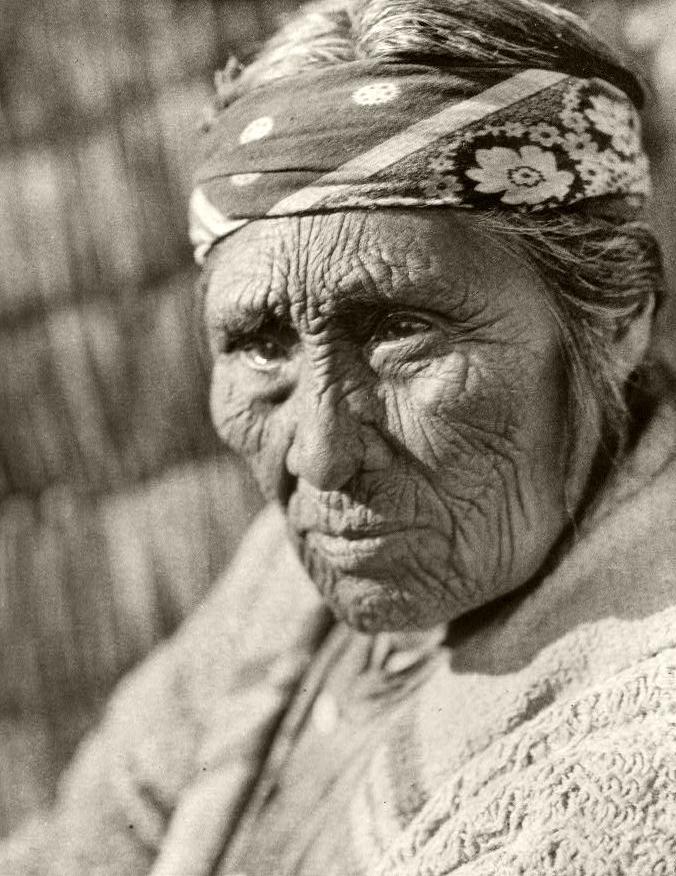
Anciã Klamaths (1924), da coleção de Edward S. Curtis

Klamath é uma tribo norte-americana que praticava treinamentos com punhais, com tomahawks, arco-e-flecha, estilingues, revólveres e winchesters. Habitavam o sul do Oregon e, principalmente, conflitavam com dezenas de lenhadores que vinham em seu território cortar árvores para construir paliçadas nos fortes ou casas dos ataques das tribos sioux.

## Território Klamath
O território klamath ocupava:
- O centro dos EUA;
- Um terço do Texas.

Os Klamaths sempre foram os segundos grandes possuidores de boa parte do território americano. O primeiro eram os Navajos.